# Schaafheim
Schaafheim é um município da Alemanha, situado no distrito de Darmstadt-Dieburg, no estado de Hesse. Tem 32,16 km² de área, e sua população em 2019 foi estimada em 9.237 habitantes.